# 沙·阿拉姆二世
沙·阿拉姆二世（1728年6月25日—1806年11月19日）, 亦名Ali Gauhar, 是统治印度次大陆的莫卧儿帝国的第十五任皇帝（1759年－1806年），是被谋害的阿拉姆吉尔二世的儿子。
1759年，沙·阿拉姆二世從德里逃亡出走，首相費羅茲·姜格三世惟恐阿拉姆吉爾二世推舉沙·阿拉姆二世登基，收回他的實權，所以他便策劃刺殺行動，殺死阿拉姆吉爾二世及其他重要皇室成員，擁立奧朗則布曾孫沙·賈汗三世登基。阿拉姆吉爾二世的女婿帖木兒沙·杜蘭尼為阿富汗國王艾哈邁德沙·杜蘭尼的兒子，當阿拉姆吉爾二世被刺殺後，阿富汗軍隊擁立沙·阿拉姆二世及打着復仇的旗幟與馬拉地人和錫克人作戰。1761年，阿富汗軍隊在第三次帕尼帕特戰役中取得大勝，徹底摧垮了對手。艾哈邁德沙扶植了沙·阿拉姆二世為皇帝後回師坎大哈。
1764年10月，莫臥兒帝國與孟加拉聯軍被英屬東印度公司在布克薩爾戰役中打敗，沙·阿拉姆二世被迫在1765年8月16日與英屬東印度公司克萊夫男爵簽署阿拉哈巴德條約。根據該條約，莫臥兒皇帝將孟加拉、比哈爾和奧里薩邦的行政管理權（印度語中稱Diwani）授予了東印度公司。作為回報，東印度公司每年向皇帝進貢26拉克盧比（相當於26萬英鎊）。
其後，因應阿拉哈巴德條約的條款，沙·阿拉姆二世離開德里，逗留在安拉阿巴德，由他的兩名兒子代表他主持政務。
1772年沙·阿拉姆二世回到德里，在他的大將軍米爾扎納賈夫汗病逝後國勢日蹙。英屬東印度公司勢力日漸壯大，變成由英屬東印度公司主宰。
沙·阿拉姆二世屢次被南方的馬拉塔帝國所敗，1788年德里被阿富汗人攻陷，沙·阿拉姆二世被囚，並被他收養的阿富汗 Rohilla 人遺孤古蘭卡迪爾挖出雙眼。謠傳阿拉姆二世與其養子古蘭卡迪爾為同性戀關係。數月後馬拉塔帝國擊敗阿富汗人取回德里。
1803年，英軍打敗馬拉塔帝國入主德里，救出又老又盲的沙·阿拉姆二世。1806年，沙·阿拉姆二世逝世，王位由次子阿克巴·沙二世繼承。